# Salome Melia
Salome Melia (georgisch სალომე მელია; * 14. April 1987 in Batumi) ist eine georgische Schachspielerin.

## Leben
Im Jahr 2001 gewann sie im spanischen Oropesa del Mar die U14-Weltmeisterschaft der Juniorinnen. Die georgische U18-Meisterschaft der Mädchen gewann sie 2004 in Tiflis. Zweimal konnte sie die Jugendeuropameisterschaft U18 weiblich gewinnen: 2004 in Ürgüp und 2005 in Herceg Novi. Bei der U20-Weltmeisterschaft 2006 für die weibliche Jugend in Jerewan wurde sie Dritte. Im August 2006 gewann sie das 21. Internationale Acropolis-Frauenturnier in Athen. Den dritten Platz belegte sie erneut bei der Juniorinnen-WM U20 im Jahre 2007, wiederum in Jerewan. Bei der 65. georgischen Einzelmeisterschaft der Frauen 2008 lag sie punktgleich mit Nana Dsagnidse nach 12 Partien an der Spitze. Sie unterlag in der Entscheidung, die mit Schnell- und Blitzschach ausgetragen wurde. Die georgische Frauenmeisterschaft konnte sie zum ersten Mal im Januar 2010 vor Nino Churzidse in Tiflis gewinnen. Bei der Europameisterschaft der Frauen im August 2013 in Belgrad wurde sie hinter Hoàng Thanh Trang Zweite, 2014 in Plowdiw hinter Walentina Gunina und Tatjana Kossinzewa Dritte.
2004 wurde sie Internationaler Meister der Frauen (WIM), seit August 2005 trägt sie den Titel Großmeister der Frauen (WGM). Die Normen für den WGM-Titel erfüllte sie bei der georgischen Frauenmeisterschaft 2004, dem Moskau Open 2005 und der Jugendweltmeisterschaft U18 weiblich 2005. Seit März 2008 trägt sie den Titel Internationaler Meister (IM). Die Normen hierfür erfüllte sie beim Moskau Open 2005 sowie dem 22. Open in Cappelle-la-Grande 2006 und dem 24. Open in Cappelle-la-Grande 2008. In der Masters-Gruppe des Tradewise Chess Festivals in Gibraltar erfüllte sie im Februar 2011 eine Norm zum Erhalt des Titels Großmeister (GM), eine zweite GM-Norm bei der Fraueneuropameisterschaft 2013 und eine dritte bei der Europameisterschaft 2015 in Plowdiw.
Im Juli 2015 lag sie auf dem fünften Platz der georgischen Frauenrangliste sowie dem 38. Platz der FIDE-Weltrangliste der Frauen.

## Nationalmannschaft
Melia nahm mit der georgischen Frauenmannschaft an den Schacholympiaden 2010 in Chanty-Mansijsk und 2014 in Tromsø teil. 2010 erreichte sie mit der Mannschaft den dritten Platz und in der Einzelwertung den zweiten Platz am dritten Brett. Sie nahm an den Mannschaftsweltmeisterschaften der Frauen 2011 in Mardin, 2013 in Astana und 2015 in Chengdu jeweils als Reservespielerin teil. Mit der Mannschaft erreichte Melia 2011 den dritten Platz und gewann 2015 den Wettbewerb, in der Einzelwertung erzielte sie 2011 das beste, 2013 das zweitbeste und 2015 das drittbeste Ergebnis aller Reservespielerinnen. Außerdem beteiligte sie sich an der Mannschaftseuropameisterschaft 2011 der Frauen in Porto Carras und erreichte sowohl mit der Mannschaft als auch in der Einzelwertung der Reservespielerinnen jeweils den dritten Platz.

## Vereine
Vereinsschach spielte sie in der 1. türkischen Liga für den Türk Hava Yollari S.K., in der iranischen Frauenliga am ersten Brett von Khaneh Shatrandj Babol, in der rumänischen Frauenliga Superleague am ersten Brett von CS Contor Group Arad. In Georgien spielt sie für Nona Batumi, früher spielte sie für Samaia Tiflis. Mit Tiflis nahm sie zweimal am European Club Cup der Frauen teil und belegte 2009 in Ohrid den dritten Platz. Mit Batumi gewann sie 2014 in Bilbao den European Club Cup der Frauen, 2016 erreichte sie mit der Mannschaft den zweiten Platz und gewann die Einzelwertung am vierten Brett. In der deutschen Frauenbundesliga spielte sie von 2012 bis 2014 für den SV Mülheim-Nord.